# Grammia bolanderi
Grammia bolanderi là một loài bướm đêm thuộc phân họ Arctiinae, họ Erebidae.